# マチュー・ド・フォワ (コマンジュ伯)
マチュー・ド・フォワ（フランス語：Mathieu de Foix, 1385年 - 1453年12月）は、妻の権利によりコマンジュ伯（在位：1419年 - 1443年）。1440年より金羊毛騎士団の団員であった。

## 生涯

### 生い立ち
マチューはアルシャンボー・ド・グライーとフォワ女伯イザベルの間に生まれた。
おそらく兄のジャン1世と同じようにフランス宮廷で育ち、1413年に騎士とされた。この間に、マチューはブルゴーニュ公ジャン（無怖公/怖れ知らず）と親しくなった。
忠誠に対する褒美として、次代のブルゴーニュ公フィリップ3世（善良公）と同盟を結んでいたフランス王シャルル6世は、ナルボンヌ子爵ギヨーム2世が領有していたナルボンヌ子爵領をマチューに与えた。しかし、ナルボンヌの町は正当な領主ギヨーム2世に忠実であったため、マチューは実効支配することができなかった。

### 結婚
1419年にギヨーム2世の義母であるコマンジュ女伯マルグリットと結婚した。マチューはマルグリットをコマンジュ伯領の統治から追放した後、マルグリットを監禁し、自由を奪った。マチュー・ド・フォワはマルグリットを穏やかに扱わず、結婚してまだ1年も経っていないのに、これが彼女の情欲を抑える唯一の方法だと言って監禁した。
その直後、フランス王への忠誠心が高く評価されていたにもかかわらず、マチューはブルゴーニュ同盟を放棄し、王太子シャルルに忠誠を誓い、1426年から1428年までドーフィネの総督に任命された。
兄ジャン1世の死後、甥のガストン4世に代わってフォワ伯領の摂政となった。不満を抱いたマルグリットの家臣はマルグリットの返還を要求し、フランス王シャルル7世に訴え、マルグリットの釈放を命じた。しかしマチューはこれを拒否し、妻とともにフォワに移った。

### アルマニャック伯との抗争
1440年、マチューはブルゴーニュ公フィリップ3世が主宰する金羊毛騎士団の騎士となった。シャルル7世はアルマニャック伯ジャン4世にコマンジュ伯領を占領させ、1441年にフォワ伯とアルマニャック伯の間で戦争が勃発したが、1442年のイングランド－フランス戦の間だけ中断された。この遠征の後、シャルル7世は再びマルグリットの釈放を命令した。マルグリットはその後すぐに亡くなり、コマンジュをフランス王に遺贈した。
1449年、マチューはガストン4世に同行してモレオン包囲戦に赴いた。マチューはその4年後に死去した。

## 結婚と子女
マチューは1419年7月16日にコマンジュ女伯マルグリット（1443年没）と結婚したが、マルグリットとの間に子供はいなかった。
マルグリットの死後に、マチューは、アスペ男爵レーモン・アルノー・ド・コアラズの娘カトリーヌと1446年頃に再婚し、2女が生まれた。
- ジャンヌ - 1460年にカラマン子爵・サン＝フェリックス男爵ジャンと結婚
- マルグリット - 1471年にアントワーヌ・ボンヌヴァルと結婚

また、愛妾との間に、1男をもうけた。
- ジャン・バティスト・ド・フォワ - 「グライーの私生児」として知られる。後にダクスとコマンジュの司教となり、1498年に嫡出として認められた。